# الكسندر أوزوالد برودي
الكسندر أوزوالد برودي (بالإنجليزية: Alexander Oswald Brodie)‏ هو سياسي أمريكي، ولد في 13 نوفمبر 1849 في الولايات المتحدة، وتوفي في 10 مايو 1918 في نفس البلد. حزبياً، نشط في الحزب الجمهوري. وقد انتخب حاكم إقليم أريزونا (1 يوليو 1902 – 14 فبراير 1905).